# Инау (Салаж)
Инау (рум. Inău) насеље је у Румунији у округу Салаж у општини Сомеш-Одорхеј. Oпштина се налази на надморској висини од 207 m.

## Становништво
Према подацима из 2002. године у насељу је живело 663 становника, од којих су сви румунске националности.